# قصر بیگ

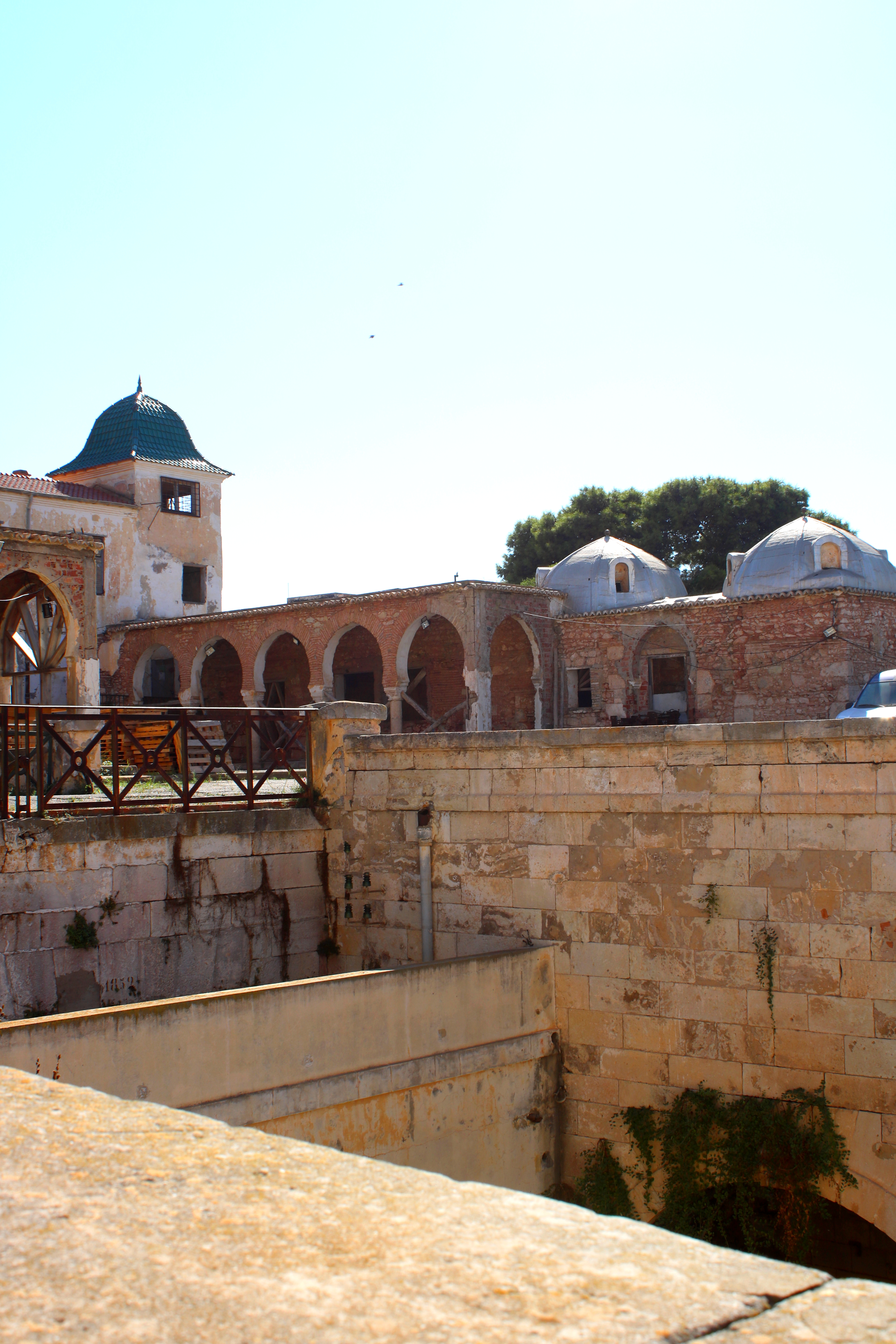

قصر بیگ (به عربی: قصر البای) کاخی تاریخی در وهران الجزایر است که قدمت آن به دوران امپراتوری عثمانی باز می‌گردد. این سازه محل اقامت حاکمی بود که به بیگ‌نشین غربی تعلق داشت. این کاخ در سیدی الحواری، نزدیک کوه مارجاجو واقع شده است و به عنوان میراث ملی دسته‌بندی می‌شود. این کاخ در قرن هجدهم به سفارش محمد بیگ بزرگ ساخته شد. مساحت این کاخ در حدود 5.6 هکتار است و شامل دیوان (اتاق عمومی)، سوئیت، حرمسرا، دو برج نگهبانی، پادگان، حیاط و چندین ساختمان مجاور دیگر است که امروزه این مکان مورد علاقه گردشگران داخلی و خارجی است.

## نگارخانه

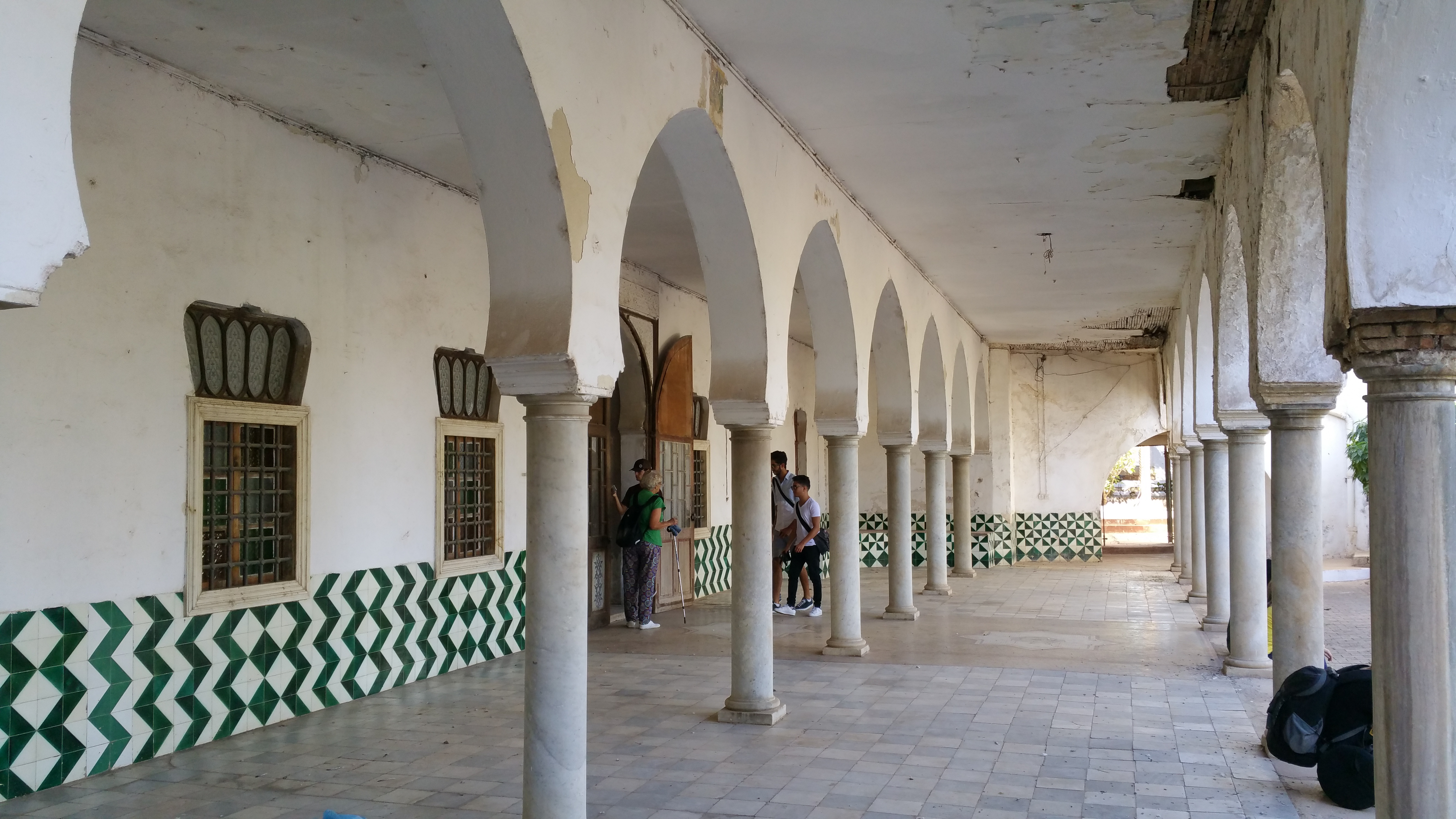
Alley
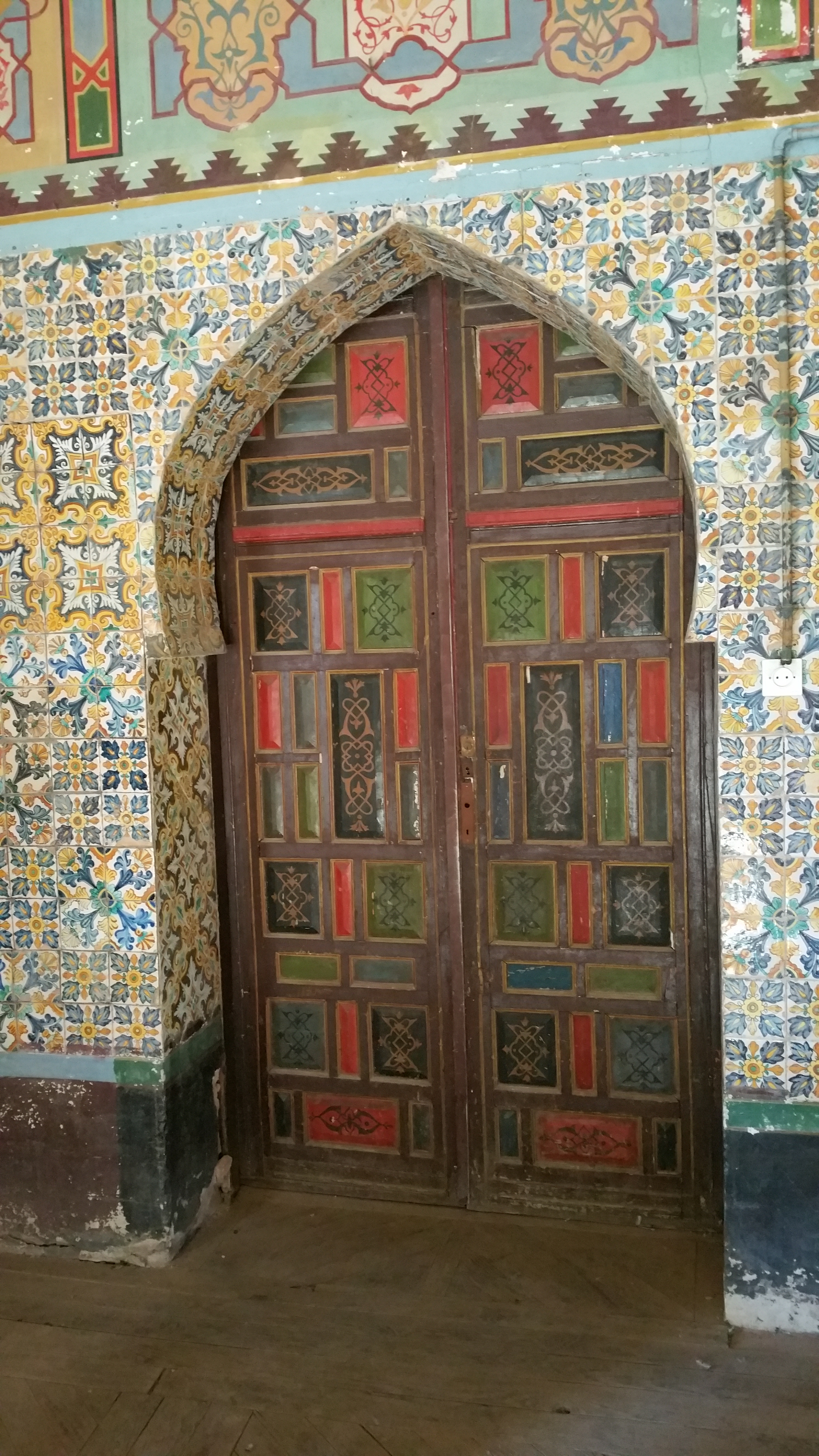
A door and stucco paintings
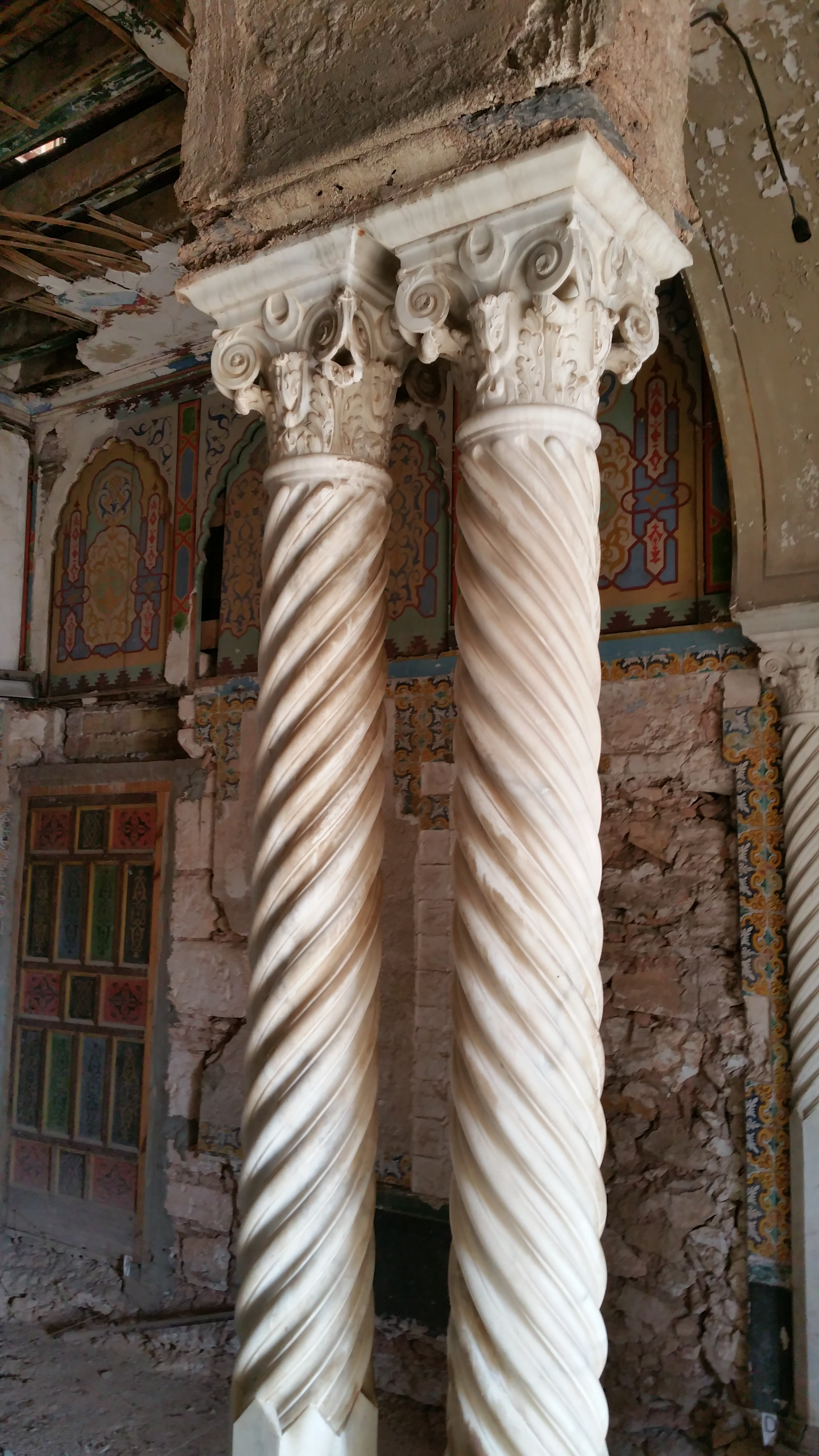
Pillars
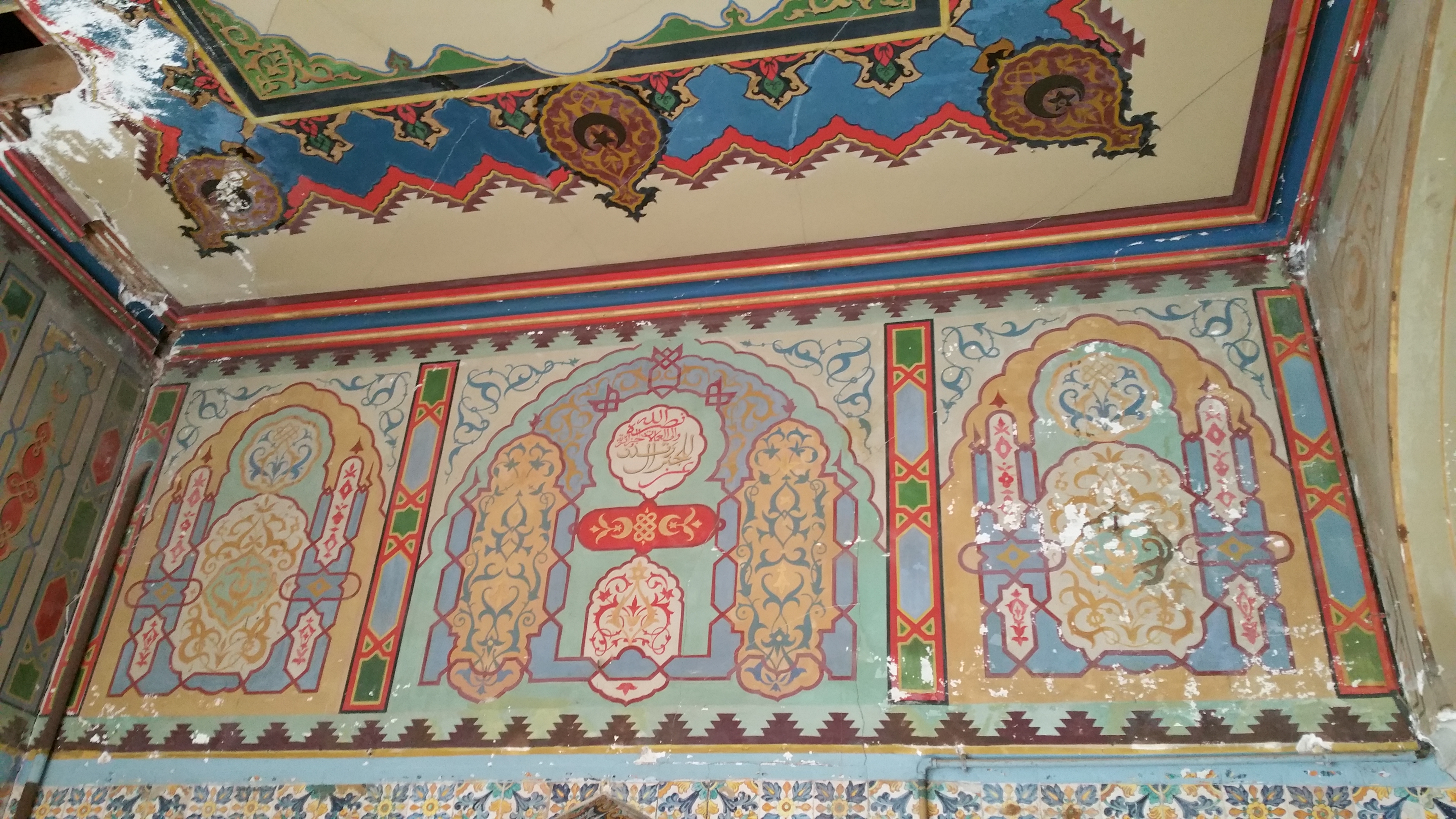
Stucco paintings